# Bart van der Vlugt
Bart van der Vlugt (Hoofddorp, 30 mei 1992) is een Nederlands marathonschaatser uit Rijsenhout. Zijn beste prestatie kwam in de laatste wedstrijd van zijn carrière met een 2e plaats in de Alternatieve Elfstedentocht van 2022.
Hij heeft Engineering, Design en Innovation aan de Hogeschool van Amsterdam gestudeerd en in het dagelijks leven is hij constructeur bij een ontwikkelaar en producent van landbouwwerktuigen (Kverneland Group).
Sinds 2010 is hij achtereenvolgens uitgekomen in de 1e divisie voor Schaatsteamhaarlem.nl (2010-2012) en Romex Restate (2012-2013). Sinds het seizoen 2013-2014 kwam hij uit in de Topdivisie voor Team Port of Amsterdam/Skits voor de duur van 4 seizoenen, en in 2017/18 maakte hij de overstap naar het marathonschaatsteam van De Haan Westerhoff met o.a Jouke Hoogeveen, Erwin Mesu en Timo Verkaaik. Door het stoppen van de huidige sponsor maakt hij de overstap naar het 2e team van Okay Fashion & Jeans (Brokers Flexibles) voor seizoen 2018/2019. De laatste 2 seizoenen komt hij uit voor het marathon schaatsteam van Skate4Air.
Sinds seizoen 2015 eveneens in de A divisie bij het Inline Skaten, in 2015 voor team De Duurzame Skaters, in 2016 voor team Port of Amsterdam, en sinds 2017 voor Team EvoSkate.

## Resultaten Schaatsen
Beennummer Top Divisie: 36
seizoen 2021/2022
- 2e plaats Alternatieve Elfstedentocht KPN Grand Prix 4 (200 km) op 5 maart 2022 te Luleå, Zweden. (Korte samenvatting / videofragment)
- 9e plaats in het KPN Grand Prix Natuurijsklassement.
- 13e plaats KPN ONK Natuurijs op 27 februari 2022 te Luleå, Zweden.
- 17e plaats KPN NK marathon 1 januari 2022 te Alkmaar

seizoen 2019/2020
- 9e plaats Alternatieve Elfstedentocht KPN Grand Prix 3 (200 km) op 29 januari 2020 te Weissensee, Oostenrijk.
- 10e plaats KPN ONK Natuurijs op 25 januari 2020 te Weissensee, Oostenrijk.

seizoen 2018/2019
- 2 top-10 klasseringen KPN Marathon cup.
- 15e plaats KPN NK Marathon op 5 januari 2019 te Groningen.

2018
- 9e plaats in het KPN Grand Prix Natuurijsklassement.
- 7e plaats Sea Ice Classic KPN Grand Prix Finale (150 km) op 25 februari 2018 te Luleå, Zweden.
- 8e plaats Alternatieve Elfstedentocht KPN Grand Prix 1 (200 km) op 31 januari 2018 te Weissensee, Oostenrijk.
- 22e plaats KPN Open Nederlands Kampioenschap op 27 januari 2018 te Weissensee, Oostenrijk.

2017
- 5e plaats KPN Marathon Cup 8 op 16 december 2017 te Den Haag.
- 5e plaats Gewestelijk Kampioenschap NH-U op 22 november 2017 te Amsterdam.
- 3x top-tien Natuurijs Weissensee en Zweden, met een uiteindelijke 11e plaats in het natuurijsklassement.

2016
- 3e plaats Finale KPN Marathonvierdaagse op 18 december 2016 te Alkmaar.
- 4e plaats Gewestelijk Kampioenschap NH-U op 23 november 2016 te Amsterdam.
- 13e plaats KPN Grand Prix over 150 km op 13 februari 2016 te Falun.
- 15e plaats KPN Open Nederlands Kampioenschap op 23 januari 2016 te Weissensee, Oostenrijk.
- 3e plaats Open Oostenrijks Kampioenschap Marathonschaatsen op Natuurijs 2016 op 21 januari 2016 te Weissensee, Oostenrijk.

2015
- 3e plaats Gewestelijk Kampioenschap NH-U op 25 november 2015 te Amsterdam.
- 8e plaats Alternatieve Elfstedentocht op 31 januari 2015 te Weissensee, Oostenrijk.
- 22e plaats KPN Open Nederlands Kampioenschap op 28 januari 2015 te Weissensee, Oostenrijk.

2014
- 12e plaats KPN Grand Prix over 150 km op 15 februari 2014 te Falun.

2013
- Debuut met 29e plaats in de TopDivisie voor Team Haven van Amsterdam op 12 oktober 2013 te Amsterdam.
- 26e plaats KPN Grand Prix finale (150 km) op 16 februari 2013 te Falun.
- 31e plaats KPN Open Nederlands Kampioenschap op 30 januari 2013 te Weissensee, Oostenrijk.
- 23e plaats Ronde van Skarsterlan op 26 januari 2013 te Goingarijp.

2012
- 5e plaats KPN Marathon Cup 2 op 20 oktober 2012 te Utrecht.
- 43e plaats Hollands Venetiëtocht op 12 februari 2012 te Giethoorn.

2011
- Noord-Hollands kampioen; 4e plaats KPN Marathon Cup 6 op 19 november 2011 te Haarlem.
- 1e plaats Kampioenschap van Haarlem op 7 maart 2011 te Haarlem.
- Nederlands Kampioen Marathon Junioren A op 26 februari 2011 te Heerenveen.
- 2e plaats KPN Marathon Cup 15 op 15 januari 2011 te Alkmaar.

Alle uitslagen:

## Resultaten Inline Skaten
Beennummer A divisie: 28
2019
- Uitkomend voor Team EvoSkate.nl in de A divisie.
- 23e plaats KNSB Nederlands Kampioenschap Heren te Staphorst
- 12e plaats Open Nederlandse Kampioenschappen 100 km te Hallum.

2018
- Uitkomend voor Team EvoSkate.nl in de A divisie.
- 8e plaats KNSB Nederlands Kampioenschap Heren te Waarland
- 11e plaats Open Nederlandse Kampioenschappen 100 km te Hallum.

2017
- Uitkomend voor Team EvoSkate.nl in de A divisie.
- 14e plaats KNSB Nederlands Kampioenschap Heren te Arnhem
- 3e plaats KPN Marathon Cup 3 te Zeist
- 8e plaats eindklassement Heren A

2016
- Uitkomend voor Team Port of Amsterdam in de A divisie.
- 19e in het eindklassement van de A divisie.

2015
- Debuut in de A divisie met een 17e plaats tijdens Zeeland on Wheels op 17 april 2015 te Goes.

2014
- 4e plaats Open Nederlandse Kampioenschappen bij de Beloften op 23 augustus 2014 te Hallum.
- 4e in de eindklassering KNSB Inline Cup Beloften.
- Diverse top-5 klasseringen bij de Inline Cups voor de Beloften.
- 5e plaats Nederlands Kampioenschap KPN NK Marathon B-divisie op 9 juni 2014 te Vorden.

2013
- 5e plaats KPN Open Dutch 2013 bij de B-rijders op 07 september 2013 te Hallum.
- 2e plaats Nederlands Kampioenschap SkateAthlon en tevens SkateAthlon De Ronde Venen 2013 op 01 september 2013 te Wilnis.

2012
- 4e plaats Nederlands Kampioenschap KPN NK Marathon B-divisie op 2 juni 2012 te Staphorst.